# Сборная Республики Корея по кёрлингу на колясках
Смешанная сборная Республики Корея по кёрлингу на колясках — национальная сборная команда (в которую могут входить как мужчины, так и женщины), представляет Республику Корея на международных соревнованиях по кёрлингу на колясках. Управляющей организацией выступает Ассоциация кёрлинга Республики Кореи (кор. 한국의 컬링 협회 공화국, англ. Curling Association Republic of Korea).

## Результаты выступлений

### Зимние Паралимпийские игры
| Год  | Место          | И              | В              | П              | Состав |
| ---- | -------------- | -------------- | -------------- | -------------- | --- |
| 2006 | не участвовали | не участвовали | не участвовали | не участвовали | не участвовали |
| 2010 | 2              | 11             | 7              | 4              | Ким Хак Сон (скип), Ким Мён Джин, Пак Киль У, Кан Ми Сук, Чо Ян Хён, Ян Се Ён (тренер)                                                |
| 2014 | 9              | 9              | 3              | 6              | Ким Мён Джин (скип), Ким Ёнпан, Со Сунсок, Кан Ми Сук, Юн Хекон, Парк Гвонъиль (тренер)                                               |
| 2018 | 4              | 13             | 9              | 4              | Cha Jae-Goan, Jung Seoung-Won, Со Сунсок (скип), Bang Min-Ja, Lee Dong Ha (запасной), Пэк Чон Чхоль (тренер), Hwang Hyeonjun (тренер) |
| 2022 | 6              | 10             | 5              | 5              | Go Seungnam (скип), Jang Jaehyuk, Jung Sunghun, Baek Hyejin, Yoon Eungu (запасной), Kim Seungmin (тренер), Lee Yoon Mi (тренер)       |

(данные отсюда:)

### Чемпионаты мира
| Год  | Место          | И              | В              | П              | Состав |
| ---- | -------------- | -------------- | -------------- | -------------- | --- |
| 2002 | не участвовали | не участвовали | не участвовали | не участвовали | не участвовали |
| 2004 | 11             | 7              | 3              | 4              | Ким Хак Сон (скип), Ким Мён Джин, Cho Yae Lee, Чо Ян Хён, Kim Kab Seung, Ян Се Ён (тренер)                                              |
| 2005 | 7              | 9              | 6              | 3              | Ким Хак Сон (скип), Ким Мён Джин, Чо Ян Хён, Cho Yae Lee, Ham Dong-Hee, Kim Chang-Gyu (тренер)                                          |
| 2007 | 7              | 9              | 4              | 5              | Ким Хак Сон (скип), Ким Мён Джин, Чо Ян Хён, Кан Ми Сук, Ham Dong-Hee, Kim Chang-Gyu (тренер)                                           |
| 2008 | 2              | 11             | 8              | 3              | Ким Хак Сон (скип), Ким Мён Джин, Чо Ян Хён, Кан Ми Сук, Ham Dong-Hee, Квон Ён Иль (тренер)                                             |
| 2009 | 6              | 10             | 5              | 5              | Ким Хак Сон (скип), Пак Киль У, Ким Мён Джин, Чо Ян Хён, Кан Ми Сук, Hong Jun Pyo (тренер)                                              |
| 2011 | 6              | 9              | 4              | 5              | Jeong Tac Yeon (скип), Kuon Giteak, Yang Haenam, Jung Young-a, Kang Oejeong, Kim Woo Jin (тренер)                                       |
| 2012 | 2              | 11             | 8              | 3              | Ким Хак Сон (скип), Jung Seoung-Won, Noh Byeong-Il, Кан Ми Сук, Bang Min-Ja, Пак Квон Иль (тренер)                                      |
| 2013 | 9              | 9              | 2              | 7              | Ким Хак Сон (скип), Jung Seoung-Won, Noh Byeong-Il, Кан Ми Сук, Bang Min-Ja, Kim Woo-Taek (тренер)                                      |
| 2015 | не участвовали | не участвовали | не участвовали | не участвовали | не участвовали |
| 2016 | 3              | 12             | 7              | 5              | Yang Hui-tae (скип), Jung Seung-won, Seo Soon-seok, Bang Min-ja, Cha Jae-goan (запасной), Пэк Чон Чхоль (тренер)                        |
| 2017 | 6              | 9              | 4              | 5              | Kim Jong-Pan, Seo Soon-Seok (скип), Cha Jae-Goan, Чо Мин Кён, Lee Dong Ha (запасной), Пэк Чон Чхоль (тренер)                            |
| 2019 | 3              | 14             | 8              | 6              | Yang Hui-tae, Seo Soon-seok, Cha Jin-ho (скип), Bang Min-ah, Min Byeong-seok (запасной), Пэк Чон Чхоль (тренер), Kim Seok Hyun (тренер) |
| 2020 | 6              | 12             | 5              | 7              | Yang Hui-tae, Jung Seung Won (скип), Пак Киль У, Bang Min Ja, Min Byongseok (запасной), Kim Joung Yil (тренер), Yoon So Min (тренер)    |
| 2021 | 9              | 11             | 4              | 7              | Jang Jaehyuk (скип), Go Seungnam, Jung Sunghun, Baek Hyejin, Yoon Eungu (запасной), Lim Sung-min (тренер), Kim Seung-min (тренер)       |
| 2023 | 5              | 12             | 8              | 4              | Lee Hyeonchul (скип), Yang Huitae, Jang Jaehyuk, Cho Eungeon, Min Yeongnam (запасной), Пак Квон Иль (тренер)                            |
| 2024 | 6              | 12             | 8              | 4              | Yang Huitae, Lee Hyeonchul (скип), Jang Jaehyuk, Yun Heekyeong, Kim Jongpan (запасной), Чо Ян Хён (тренер)                              |
| 2025 | 2              | 13             | 9              | 4              | Lee Hyeonchul (скип), Nam Bongkwang, Yang Huitae, Yun Heekyeong, Cha Jinho (запасной), Чо Ян Хён (тренер)                               |

(данные отсюда:)

### Квалификационные турниры на чемпионаты мира
| Год     | Место | И | В | П | Состав |
| ------- | ----- | - | - | - | --- |
| 2014/15 | 4     | 5 | 3 | 2 | Kim Jong-Pan (скип), Seo Soon-Seok, Jung Seoung-Won, Yun Heekeong, Yang Hui-Tae (запасной), Shin Kyung-Yong (тренер) |

(данные отсюда:)

### Чемпионат мира по кёрлингу на колясках (группа B)
| Год     | Место | И | В | П | Состав |
| ------- | ----- | - | - | - | --- |
| 2015/16 | 2     | 8 | 6 | 2 | Yang Hui-Tae (скип), Cha Jae-Goan, Seo Soon-Seok, Bang Min-Ja, Jung Seoung-Won (запасной), Пэк Чон Чхоль (тренер) |

(данные отсюда:)